# La Fille de la rizière
Pour plus de détails, voir Fiche technique et Distribution.
La Fille de la rizière (La risaia) est un film dramatique franco-italien réalisé par Raffaello Matarazzo et sorti en 1956,.
Lors de sa sortie, il est présenté comme un remake populaire du film néoréaliste Riz amer (1949) de Giuseppe De Santis.

## Synopsis
Pietro, propriétaire d'une grande rizière, reconnaît Elena, sa fille naturelle, parmi les jeunes « mondina », les ouvrières saisonnières des champs de riz. Il ne se manifeste pas mais tente par tous les moyens de la suivre en secret et de la protéger, provoquant des malentendus et des interprétations erronées dans la famille. Mario, le neveu de Pietro, tente de la violer mais le petit ami de la jeune fille, Gianni, le tue. Pietro décide alors d'endosser la responsabilité du crime pour que le jeune couple puisse se marier.

## Fiche technique
Sauf indication contraire, les informations mentionnées dans cette section peuvent être confirmées par la base de données cinématographiques Unifrance,  présente dans la section « Liens externes ».

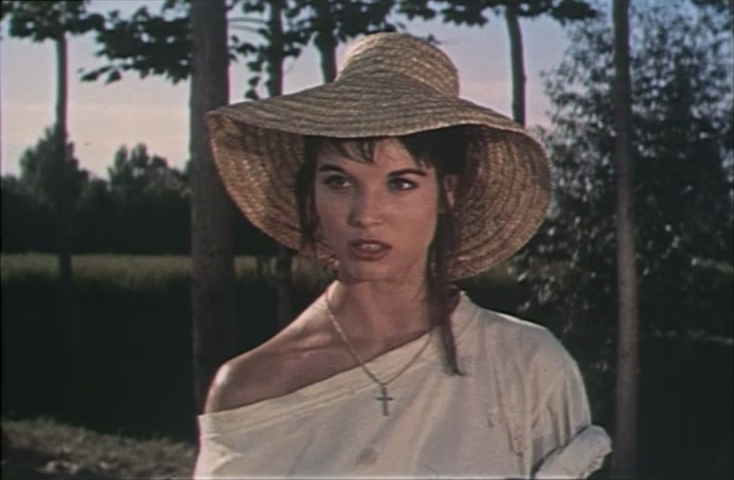
Elsa Martinelli dans le film.

- Titre original italien : La risaia[3]
- Titre français : La Fille de la rizière ou La Rizière[4]
- Réalisateur : Raffaello Matarazzo
- Scénario : Carlo Musso, Aldo De Benedetti, Ennio De Concini
- Photographie : Franco Villa
- Montage : Mario Serandrei
- Musique : Angelo Francesco Lavagnino
- Décors : Mario Chiari
- Costumes : Giulia Mafai (it)
- Maquillage : Adimaro Sala (it)
- Production : Nicola Naracci, Angelo Mosco, Carlo Ponti, Paul de Roubaix
- Sociétés de production : Carlo Ponti Cinematografica • Excelsa Film • Les Films du Centaure
- Sociétés de distribution : Minerva Film (Italie) • Marceau-Cocinor (France)
- Pays de production :  Italie •  France
- Langue originale : italien
- Format : Couleur par Eastmancolor - 2,35:1 - Son mono - 35 mm
- Durée : 100 minutes
- Genre : Mélodrame
- Dates de sortie :
  - Italie : 27 janvier 1956
  - France : 23 septembre 1959

## Distribution
- Elsa Martinelli : Elena
- Folco Lulli : Pietro
- Michel Auclair : Mario

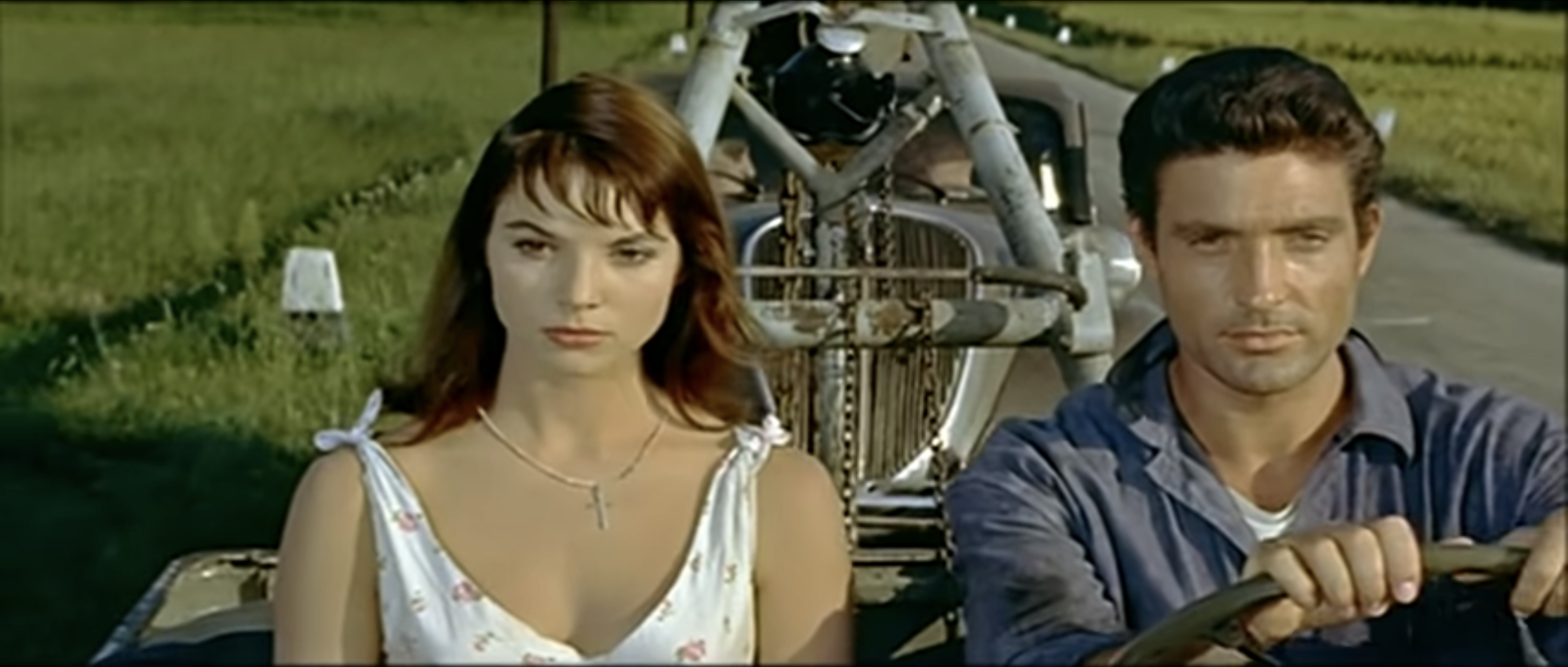
Elsa Martinelli et Rik Battaglia dans une scène du film.

- Vivi Gioi : Maria, la mère d'Elena
- Lilla Brignone : Adele, épouse de Pietro

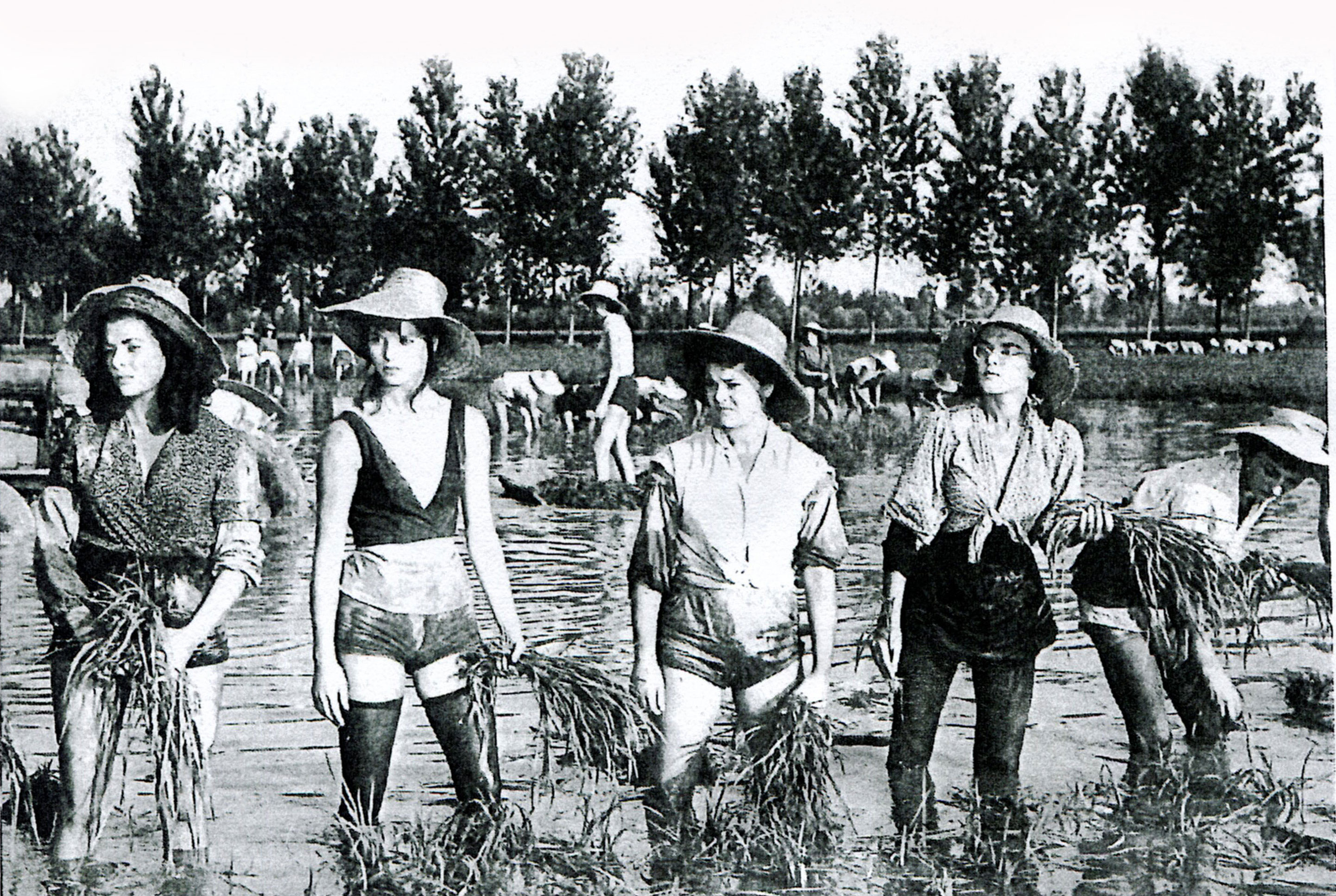
Une photo en noir et blanc issue du film (alors qu'il est intégralement en couleurs).

- Rik Battaglia : Gianni
- Gianni Santuccio : avocat
- Susanne Lévesy : Carmen
- Mario Landi

## Production
Le film fait partie des melodramma strappalacrime ou « mélodrame tire-larmes », un genre dont Matarazzo s'est fait un spécialiste.
Premier film en CinemaScope et en couleur réalisé par Matarazzo, il est présenté à l'époque comme un remake à la sauce populaire du film néoréaliste Riz amer de 1949 de Giuseppe De Santis,.
Il a été tourné dans la campagne de Casalino, dans la province de Novare.
C'est le premier film tourné en Italie par Elsa Martinelli à son retour d'Hollywood où elle avait fait ses débuts aux côtés de Kirk Douglas dans le western La Rivière de nos amours d'André de Toth.

## Accueil
Avec 3,3 millions d'entrées, le film se place à la 20e place du box-office Italie 1955-1956.